# 腹斑倭蛙
腹斑倭蛙（学名：Nanorana ventripunctata）为蛙科倭蛙属的两栖动物，是中国的特有物种。分布于云南等地，多见于水坑、水塘以及湖泊等静水域。其生存的海拔范围为3120至4100米。该物种的模式产地在云南中甸。